# Графіті-жаргон
В цій статті подано графіті-жаргон (його ще називають графіті-сленг), поширений головно серед американських райтерів. Багато термінів стали «міжнародними», при чому деякі як переклади (наприклад, bomb → бомбити), а деякі — в оригіналі (наприклад, tag → теґ).

## A

### angels
(янголи): Відомі або поважні виконавці графіті, що померли. Люди пишуть теґами їхні імена з ореолом навколо, або перебивають трафаретами їхні обличчя, чи пишуть дати їхнього народження або смерті.

### all city
(все/ціле місто): Стан, за яким якесь графіті є поширеним по всьому місту. Первинно цей термін означав, що графіті є відомим у всіх п'яти частинах Нью-Йорка завдяки руху потягів метрополітену.

## B

### back to back
(спина до спини): Графіті, яке охоплює всю стіну від краю до краю, як наприклад на деяких частинах берлінського муру у Західному Берліні чи на стінах у Північній Ірландії. Іноді так називають end to end, якщо малюнок охоплює всю його довжину. Часто такий малюнок позначають абревіатурою e2e. End to end раніше називали window-downs, але тепер ця назва є застарілою.

### backjump
(стрибок назад): Як правило так називають малюнки виконані на потязі чи автобусі під час його зупинки чи стоянки.

### black book
(чорна книга): Альбом художника графіті. Його використовують для планування потенційних графіті та для збору теґів інших райтерів. Це найцінніша власність художника, яка містить всі чи майже всі його малюнки. Цей альбом ретельно бережуть від поліції та інших представників влади, оскільки його можуть використати як речовий доказ здійсненого вандалізму, а також довести зв'язок автора із попередніми роботами.

### bite
(вкусити): Вкрасти ідею іншого художника або схеми. Досвідчені художники часто скаржаться: toys that bite their work (див. toy).

### bomb— бомбити
Обмалювати багато поверхонь на якійсь території. Бомбери зазвичай використовують написи чи теґи, а не малюнки, оскільки їх можна виконати швидко.

### buff

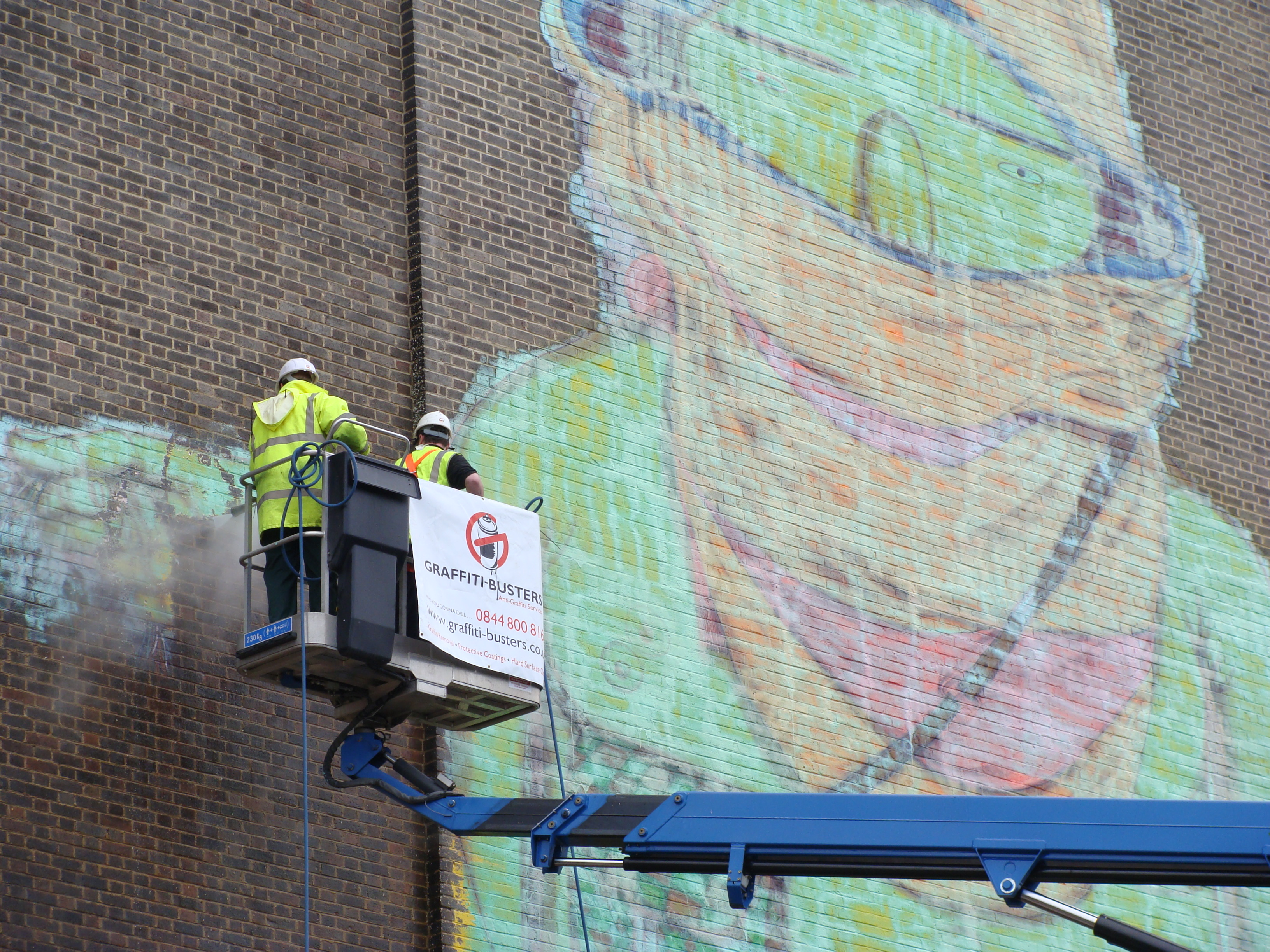
Процес видалення графіті.

(полірувати): Видаляти намальоване графіті завдяки хімічним чи іншим засобам, або замальовувати його суцільним кольором.

### burn
(спалити): Перемогти конкурента в стилі.

### burner
(паяльник, розприскувач): Великий, вдосконалений малюнок. Piece може бути «пропалений» на стіні поїзда. Оскільки на них потрібно витратити багато часу та зусиль, burner-и у старому місті зазвичай є законними, тобто намальованими за згоди власника поверхні. Ранні райтери Нью-Йорка виконували також незаконні burner-и на вагонах, тепер же деякі ризикові райтери виконують їх на значних поверхнях у людних місцях.

### burning
(горить): Будь-яка робота, яку досі не видалили. «That piece is still burning on main street.» — Цей шматок досі горить на головній вулиці.

## C

### cannon(s)
(знаряддя)
Аерозольні балони з фарбою. Ймовірно, термін виник у Брукліні, Нью-Йорк.

### cap (I)— кеп
(ковпачок): Насадка для балона з фарбою.

### cap (II)
(накривати чохлом): Перекреслювати чи будь-яким іншим способом псувати чужий малюнок. Термін походить від імені нью-йоркського райтера Кепа, що прославився виконанням своїх написів поверх чужих малюнків на початку 1970-их.

### crew— крю
(бригада; також: krew або cru): Група райтерів чи авторів графіті. Деякі крю є учасниками банд чи пов'язані з бандами (іноді для закупівлі необіхдних матеріалів та захисту під час малювання), проте більшість крю не пов'язані з бандами. Будь-яка група друзі може створити крю, якщо вони зацікавлені в графіті та хочуть почати співпрацю. Є невеликий ризик, що внаслідок арешту одного з членів крю, решта також понесе відповідальність за спільні роботи.

## D

### dropsy
(водянка): Хабар.

### dress-up

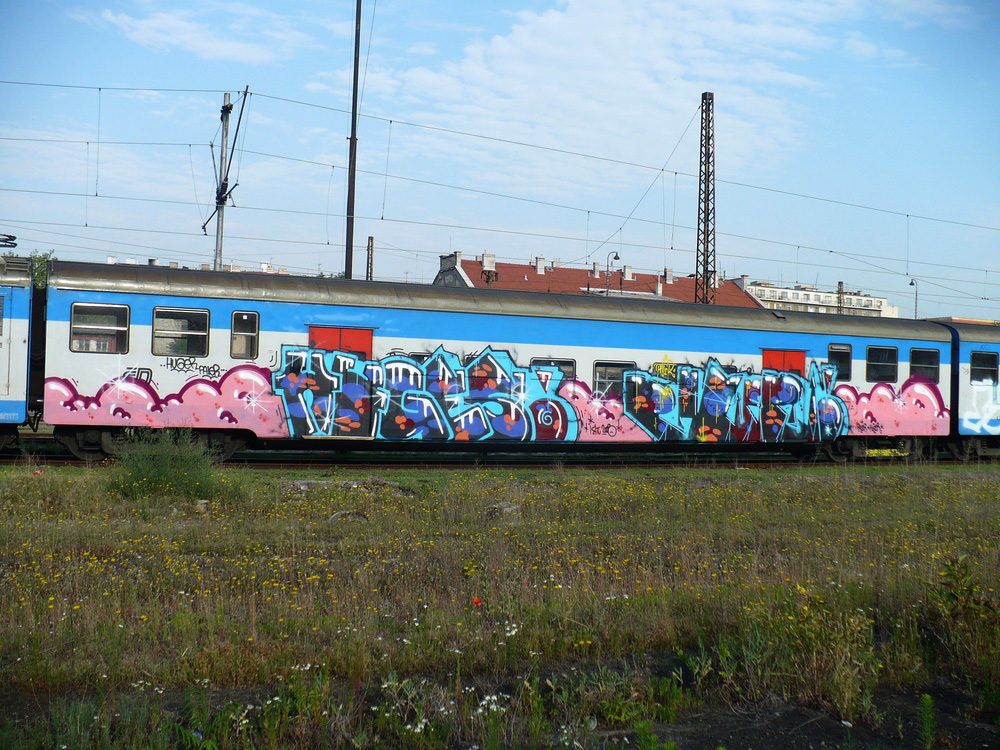
End-to-end у Празі.

(одягатися в офіційний одяг; одягатися в ігровий костюм — наприклад, костюм тварини): Повністю замалювати досі не доторкану поверхню, наприклад, двері, стіну чи вікно.

### dubs
Лондонський/британський стиль графіті, що полягає у виконання графіті сріблястим чи жовтим кольором. Зазвичай їх виконують та стінах уздовж залізниць чи вулицях міста, їх малюють швидко кілька людей — крю або група райтерів.

## E

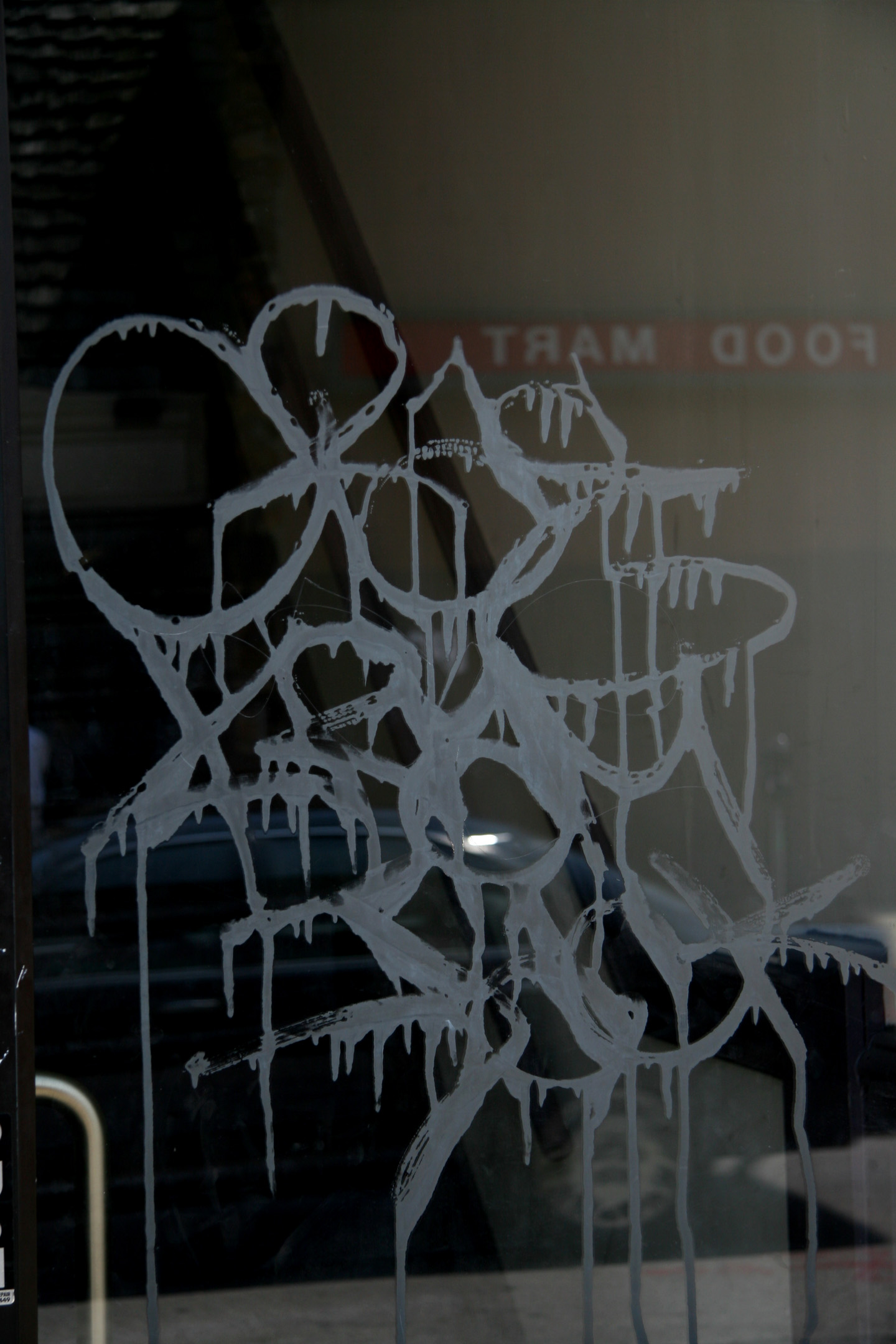
Кислотний теґ у Чикаґо

### end-to-end (…)
(від краю до краю): Протилежне до top-to-bottom — означає вагон, покритий фарбою від одно кінця до іншого. В англійській слово використовують як прикметник, іноді як іменник.

### etch
(гравірувати): Використання розчинів кислот для надання віконному склу матовості (непрозорості) та для подальшого малювання на ньому. В Норвегії деякі поїзди навіть ставали тимчасово непридатними через кислотний теґінґ, що є шкідливим для здоров'я людей.

## F

### fat cap

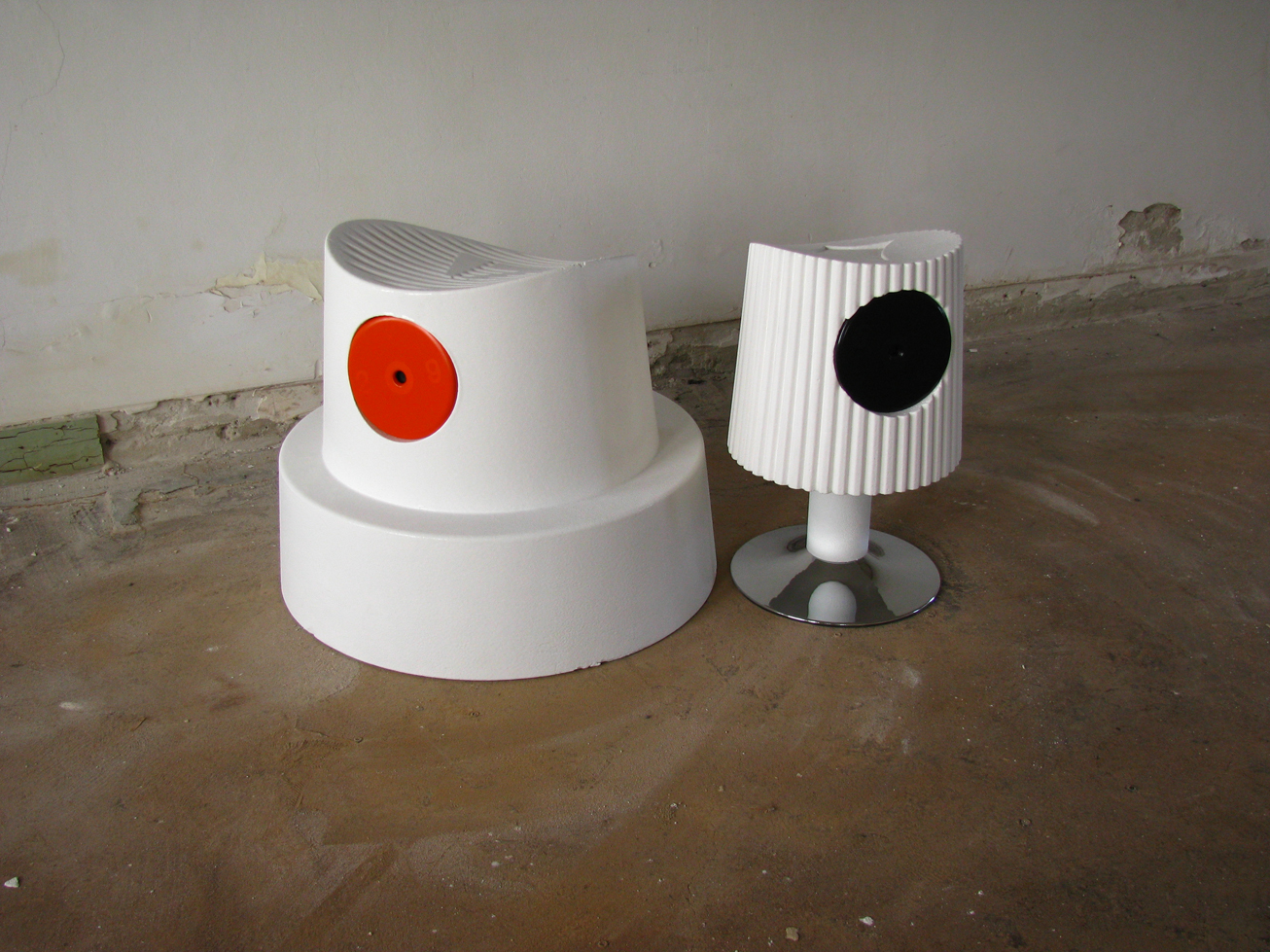
Fat cap поруч зі звичайним ковпачком.

(товстий ковпачок): Насадки, які використовують для широкого струменя фарби під час виконання малюнків.

### fills
(повнота; іноді: bombs, throw ups, throwies): Графіті, заповнене кольором у поспіху чи суцільною заливкою. Цим словом також позначають основний колір малюнків.

## G

### gallery
(галерея): Місця, що є віддаленими від широкого загалу, але є популярними серед райтерів, наприклад, екстакади чи паркани вздовж залізниць. Оскільки будь-що намальоване в таких місцях залишається на певний час, можна порівняти різні стилі.

### going over
(переходити): Перейти чийсь малюнок означає намалювати щось на ньому. Оскільки більшість райтерів поважають роботи одне одного, то навмисно і зневажливо намалювати на чужій роботі свою є подібним до оголошення війни в графіті середовищі. Втім на практиці через обмеженість вільного стінного простору, райтери дотримуються ієрархії сортів: теґ дозволено замалювати написом, а напис — малюнком; такі вчинки зазвичай не викликають інцидентів. Якщо хтось поглумився над малюнком, то це також є знаком того, що інші райтери можуть малювати поверх нього. Порушення цих правил чи виконання низькоякісного графіті поверх високоякісної мистецької роботи класифікують як образу чи toy. Є думка, що чинити так — небезпечно, оскільки деякі видатні крю, за чутками, застосовують фізичну силу щодо людей, які не поважають самопроголошену ієрархію.

### German Montana
(Німецька Монтана): Компанія з виробництва аерозольних фарб. Через суперечку навколо назви вона не має нічого спільного із компанією Spanish Montana, що почала займатися цим швидше.

### getting up
(підніматися): Напрацьовувати свою репутацію (див. king)

## H

### heaven spots

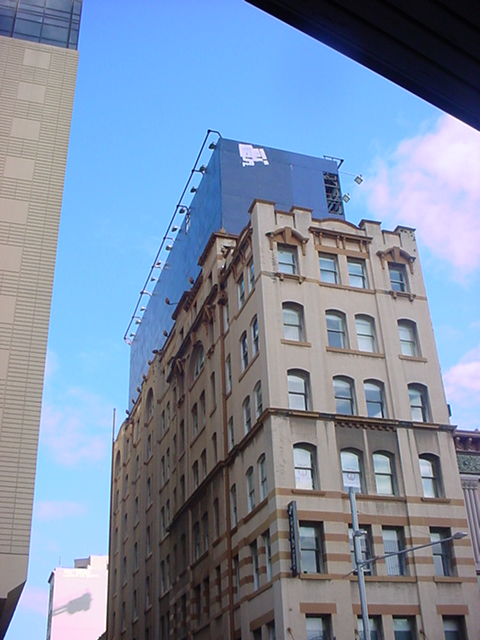
«Heavens» або «giraffiti»-

(плями на небі; скорочено: heavens, іноді: giraffiti)
Малюнки, намальовані у місцях, куди важко дістатися (наприклад, дахи будівель чи знаки автостради), через що їх важко й видалити. Такі малюнки часто є небезпечними для виконання, але підвищують популярність художника. Термін має подвійне значення: крім небезпечності місця він також позначає можливість загибелі (відоме як «потурбувати небеса» — hitting up the heavens).

### hat (honor-among-thieves)
(«капелюх» — абревіатура від «честь серед злодіїв»): Коли про людину кажуть, що вона носить капелюх (wearing a hat), це означає, що вона заслуговує на довіру в графіті-спільноті. Це, наприклад, людина, що знає багато інформації про інших художників, але не здає її владі. Don't worry about him, he wears a dope hat — Не хвилюйся через нього, він носить капелюх.

### head
(голова): Схоже на короля чи королеву queen, голова — це райтер, що має високий рівень майстерності та хорошу репутацію в середовищі інших райтерів на своїй території.

### hollows
(порожнина, також: outlines, shells): Порожниною називають графіті, не заповнене всередині (див. fill).

## I

### insides
(нутрощі): Графіті, виконані всередині потяга, трамвая чи автобуса. У Нью-Йорку 1970-их було багато таких графіті, сьогодні вони поширені зокрема в Римі та Мельбурні). Нутрощі сприймають як менш художні графіті.

## K

### king
(король): На противагу до іграшок, королями чи королевами називають дуже поважаних райтерів. Іноді кажуть «внутрішній король» (inside king) та «зовнішній король» (outside king). Внутрішній означає, що більшість робіт є теґами всередині потягів (to own the inside); зовнішній — більшість робіт є малюнками на зовнішній поверхні потягів (to own the outside). Поняття король може стосуватися стилю чи якоїсь іншої категорії, тому воно є досить суб'єктивним і залежнім від території, на якій працює райтер. Самопроголошені королі часто додають до своїх малюнків корони. Втім такі речі роблять дуже самовпевнені люди, інші значимі райтери часто перекреслюють роботи тих, хто не досяг відповідного рівня в їхніх очах. Фактично королем може стати лише той, кого визнав таким інший райтер зі статусом короля.

### knight
(лицар, воїн): Поважаний райтер, чиї роботи прогресують. Цей статус є посередині між іграшкою та королем.

### Krylon
Бренд аерозольної фарби, що був одним із найпопулярніших серед райтерів, часто є синонімом слова «графіті» через високу якість та доступність. Період найбільшої поширеності в Нью-Йорку припав на початку 1970-их — кінець 1980-их.

## L

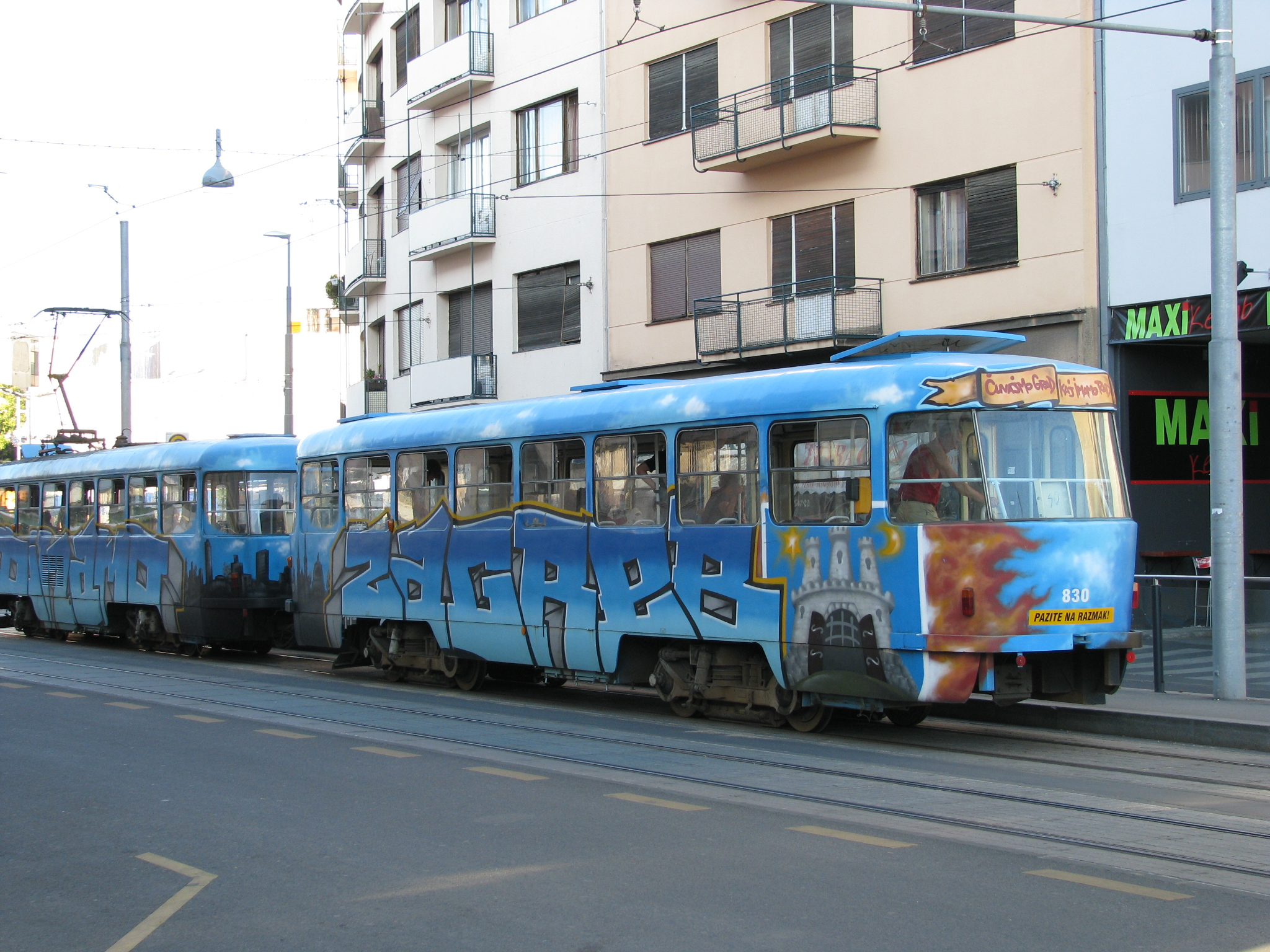
Legal на трамваї у Заґребі.

### landmark
(межовий знак): Індивідуальні теґи в кількох місцях, які є важко усунути через недоступність чи віддаленість.

### legal
(законний)
Малюнок, виконаний з дозволу власника поверхні.

## M

### married couple
(подружня пара): Два вагони, одночасно повністю розмальовані один поруч із одним. Деякі художники жартома малюють між ними зв'язок, що символізує подружню пару (наприклад, замальовуючи повітряний компресор чи електрогенератор).

### massacre
(розправа): Муніципальна влада береться усувати чи приховувати накопичені протягом певного часу теґи та малюнки, залишаючи вільний простір.

### mop
(швабра): Тип саморобного маркера, який застосовують для ширших теґів, залишає товсті розхляпані лінії. Швабри можуть бути заповнені різними чорнилами чи фарбами.

### mural
(стінопис, фреска): Див. piece.

## O

### one-liner
(в один рядок)
Теґ, намальований маркером чи шваброю в постійному русі. Фарбу не припиняють наносити, доки теґ не буде закінчено.

## P

### paint-eater
(пожирач фарби): Незаґрунтована поверхня, наприклад, сире дерево чи бетон, яка всмоктує стандартний спрей. Якщо якась поверхня має репутацію «пожирача фарби», то для неї варто використовувати більше фарби.

### painters touch
(дотик художника): Бренд Rust-Oleum, який поважають за якість та загальну придатність.

### pasteup
(розклейка): «Вуличний плакат» — малюнок, шаблон тощо на папері, приклеєному саморобним клеєм (wheatpaste) до стіни.

### patch

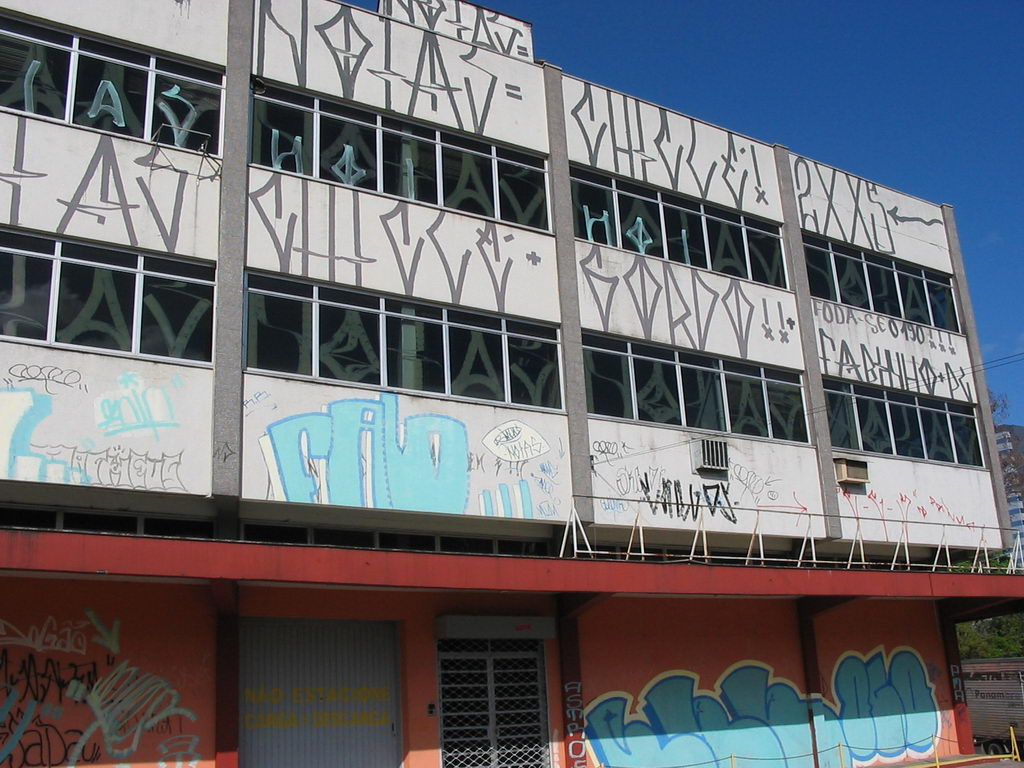
Pichação в Сан-Паулу.

(латка)
Теґ, замальований комунальними службами (зазвичай для цього використовують сіру фарбу).

### pawn
(пішак): Синонім до іграшки toys. Це слово вживають в один ряд із королем, королевою та воїном, які є запозиченими із шахової термінології.

### pichação
(графіті): Бразильська назва особливих теґів, які трапляються у цій країні.

### piece

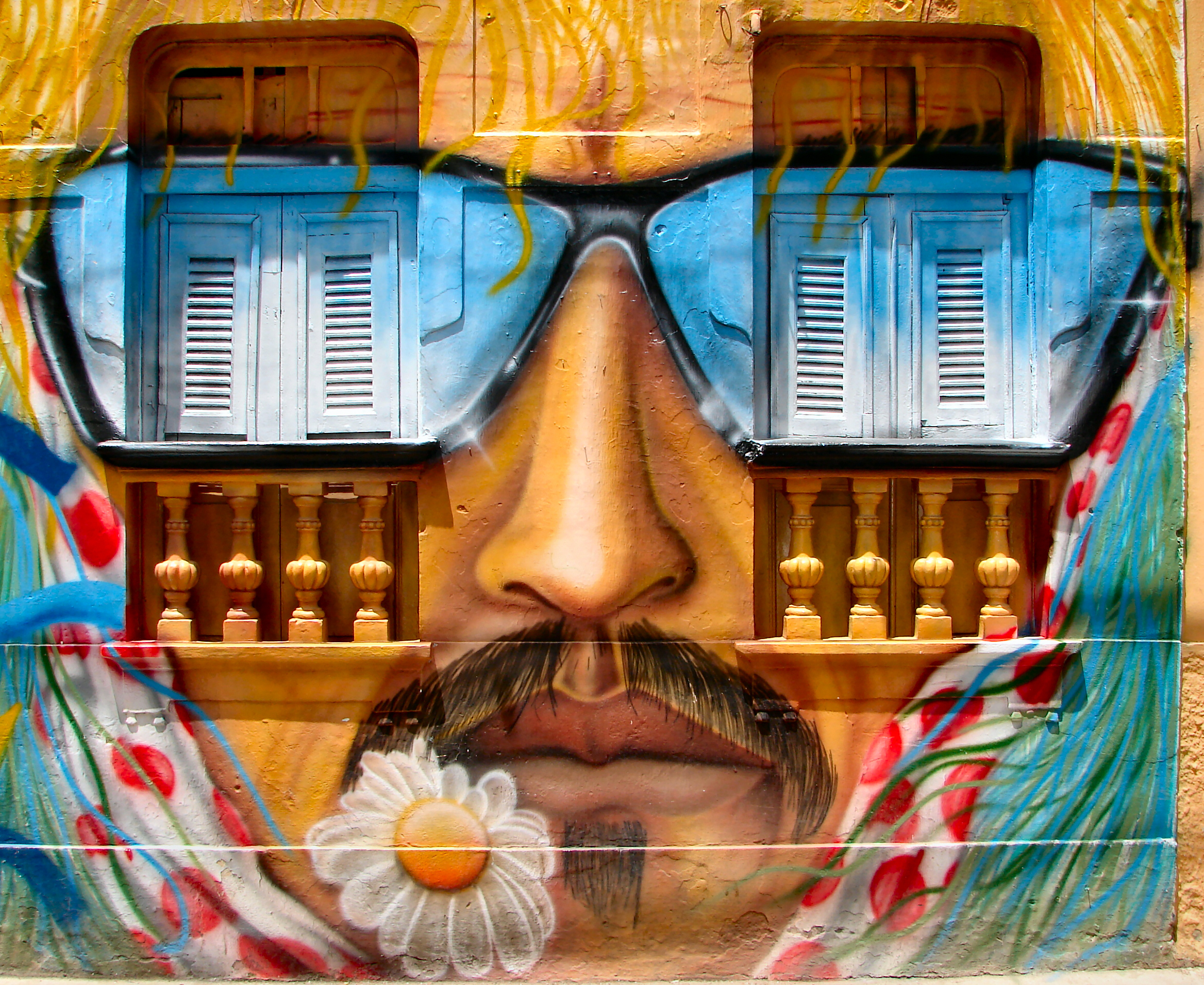
Piece в Олінді.

(шматок; скорочено від masterpiece — шедевр): Велике трудомістке мальоване графіті. Шедеври часто використовують 3-D ефекти, стрілки, багато кольорів та переходи кольорів, а також багато інших ефектів. Початково до цього поняття відносили широкі та винятково гарні роботи. Шедевр потребує більше часу ніж напис. Якщо його добре виконано у важко доступному місці, то це додає райтеру більшої поваги. В англійській мові piece може бути синонімом до «писати балончиком».

### PT
Див. Painters Touch.

## R

### racking
(надмірний, болісний, непосильний, нестерпний): Крадіжка загалом будь-яка, але така, що включає фарбу, маркери, чорнила, насадки і одяг. Хоча природність таких крадіжок для графіті є дискусійною темою, деякі райтери не приймають як належне використання чесно куплених фарб.

### roller
(валик): Величезний малюнок, виконаний валиком замість аерозолю.

### run
(біг): Період часу, протягом якого графіті лишається не усунутим. Якщо малюнок протримався рік, то кажуть: run for a year.

### rusto
Бренд Rust-Oleum.

## S

### scribe
(дряпати; також scratchitti)
Теґи, видряпані на об'єкті, зазвичай ключем, ножем, каменем, свердлом для кераміки чи склорізом. Шкала Мооса визначає, який предмет може подряпати ту чи іншу поверхню. Іноді використовують кислоту, що пришвидшує процес для скляної поверхні.

### slam
(грюкати, плескати): Малювати в особливо помітному чи небезпечному місці.

### slash
(розрізати): Залишати лінію чи теґ поверх чужого графіті. Це вважають глибокою образою. Називають також marking, dissing, capping, crossing out, dissing чи going over.

### soak up
(поглинати): Використовувати інші графіті для натхнення.

### Spanish Montana
Компанія з виробництва аерозольних фарб для графіті. Через суперечку навколо назви вона не має нічого спільного із компанією German Montana, що почала займатися цим пізніше.

### stainer
(сито): Маркер з наконечником 12 мм або 20 мм шириною, який використовують для теґів. В деяких країнах, наприклад, в Австралії власника маркера, що не має достатніх причин на його володіння, можуть зобов'язати до виплати штрафу на місці.

### sticker
(наклейка; також labels чи slaps): Наклейки з теґами райтерів на них. Оскільки наклейка вимагає зовсім мало часу, вона є особливо популярною у публічних місцях, наприклад, на телефонних будках чи дорожніх знаках. Одним із перших стікерів були червоні наклейки з написом «Привіт, мене звати» (Hello my name is), на яких райтер міг вписати своє ім'я у спеціально залишеному просторі.

### straight letter
(прямий лист; або просто straights чи simples)
Графіті-написи, виконані легкочитним шрифтом, зазвичай тільки двома кольорами.

### style
(стиль): Ключове поняття райтингу. Спеціальний вид роботи, характерна риса в роботах райтерів. Застосування індивідуального набору букв, шрифтів і певних стильових елементів формують власний стиль райтера. Створення якісного і, за можливістю, неповторного стилю вважається найвищою метою райтерів. Так само окремі елементи позначаються як стиль.

## T

### tag— теґ

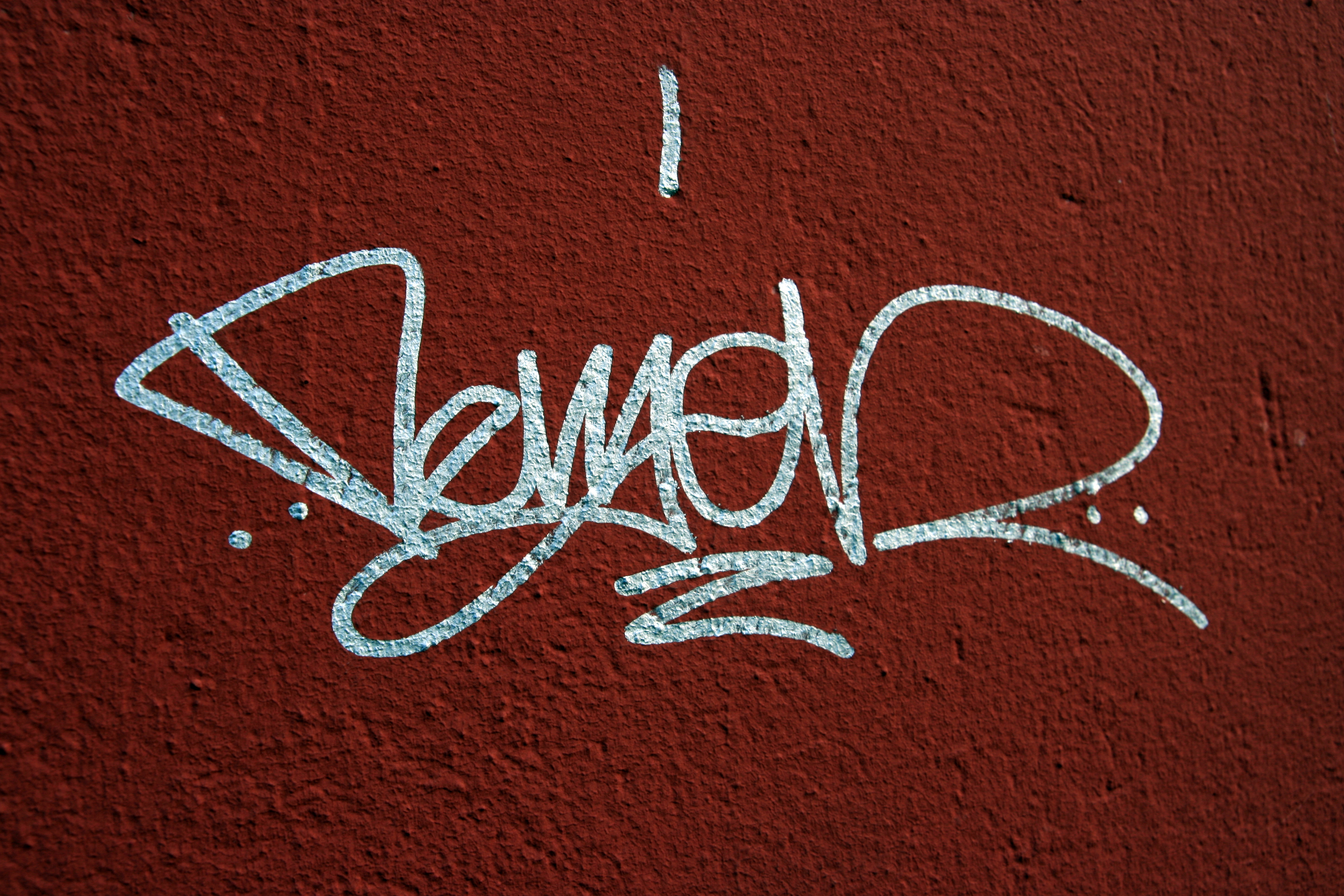
Теґ у Мальме.

(ярлик; також scribble)
Стилізований підпис, зазвичай виконаний один кольором. Як найпростіший і найпоширеніший тип графіті, теґ зазвичай виконують кольором, що різко контрастує із тлом. Райтери зазвичай залишають теґи поруч зі своїми малюнками, наслідуючи традицію художників підписувати свої картини. Менш поширеним типом теґів є пиловий теґ (dust tag), виконаний на шарі бруду.
Теґінґ вперше з'явився у Філадельфії у вигляді напису Bobby Beck In '59 вздовж доріг навколо міста. Перший король також походить із цього міста: Cornbread, студент, що писав своє ім'я в околицях міста, аби привернути увагу дівчини.

### throw-up

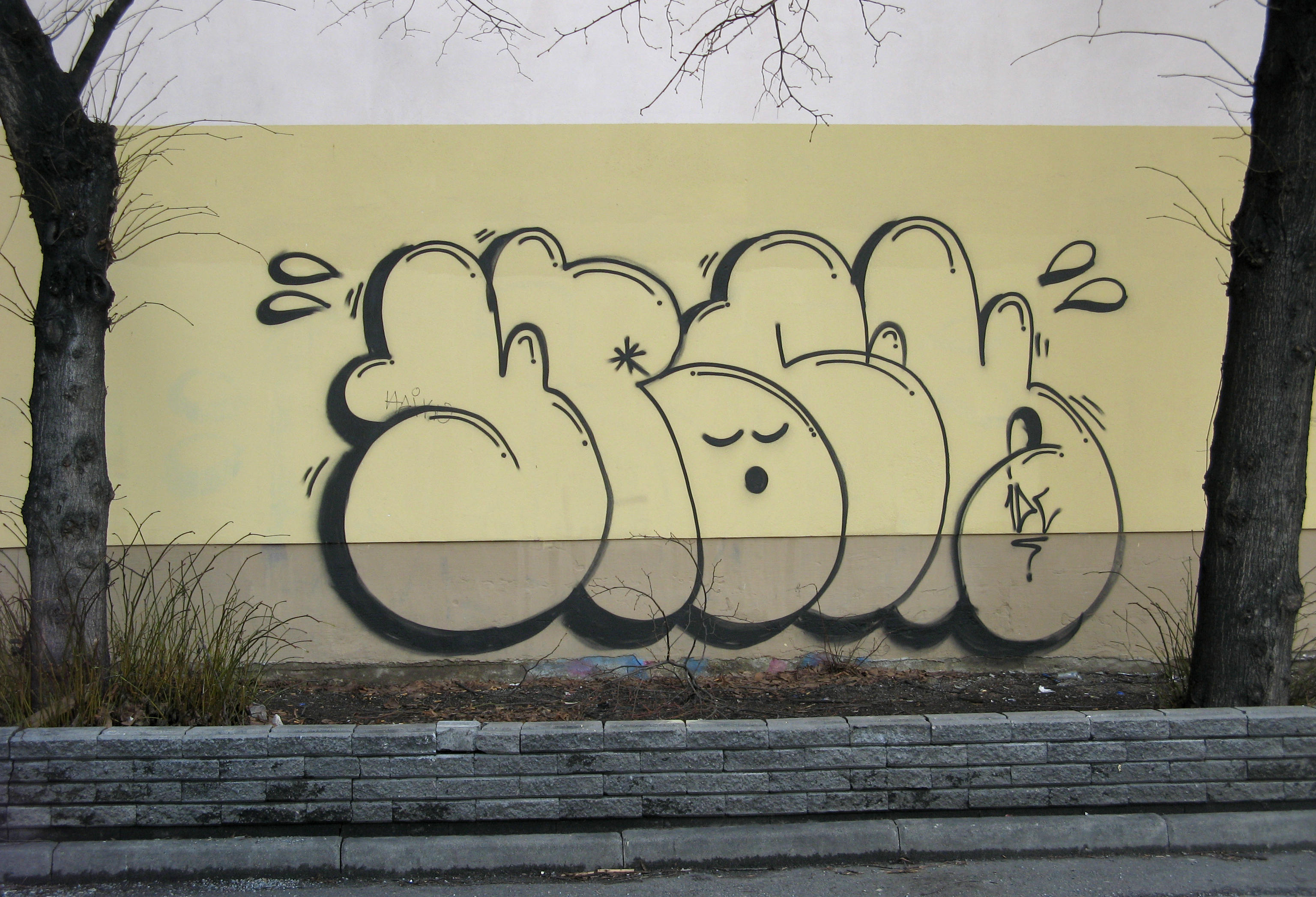
Throw-up.

(також throwie): За складністю перебуває посередині між теґом та малюнком. Зазвичай містить два кольори — колір лінії обрамлення та колір заповнення. Їх використовують як і теґи для конкуренції з іншими художниками, зокрема щоби затвердити свій впізнаваний особистий символ.

### top-to-bottom
(згори донизу)
Малюнки на вагонах, що заповнюють всю їхню висоту. Внаслідок поєднання top-to-bottom та end-to-end виникає явище, яке називають whole-car (тобто зовнішню поверхню вагона замальовано повністю).

### toy
(іграшка, іграшковий)
1. Як прикметник вживають на позначення бідної роботи, а як іменник — на позначення недосвідченого чи некваліфікованого райтера.[4] Райтери зазвичай образливо називають так новачків та тих, що попри чималий досвід досі не мають майстерності чи репутації. Як дієслово це означає псувати чуже графіті (див. slash / going over).
2. Слово toy часто пишуть над чи безпосередньо на «іграшковій» роботі. Акронім означає Tag Over Your Shit («Теґ на твоєму л*йні»).

## U

### undersides
(нижні)
Теґи чи підписи, виконані під пасажирським вагоном. Їх зазвичай виконують після закінчення роботи над панеллю; більшість таких написів існують значно довше за самі малюнки на вагонах, оскільки є менш помітними і їх забувають стерти.

### up
(підніматися)
Райтери піднімаються, якщо їхня робота стає поширеною та відомою. Хоча райтер може «піднятися» (get up) в місті лише завдяки теґам (чи написам), він може заробити більшу повагу майстерно виконаними малюнками та різноманітністю стилів, ніж великою кількістю теґів. Рівень райтера визначає, наскільки плідно він творить.

## W

### whole car

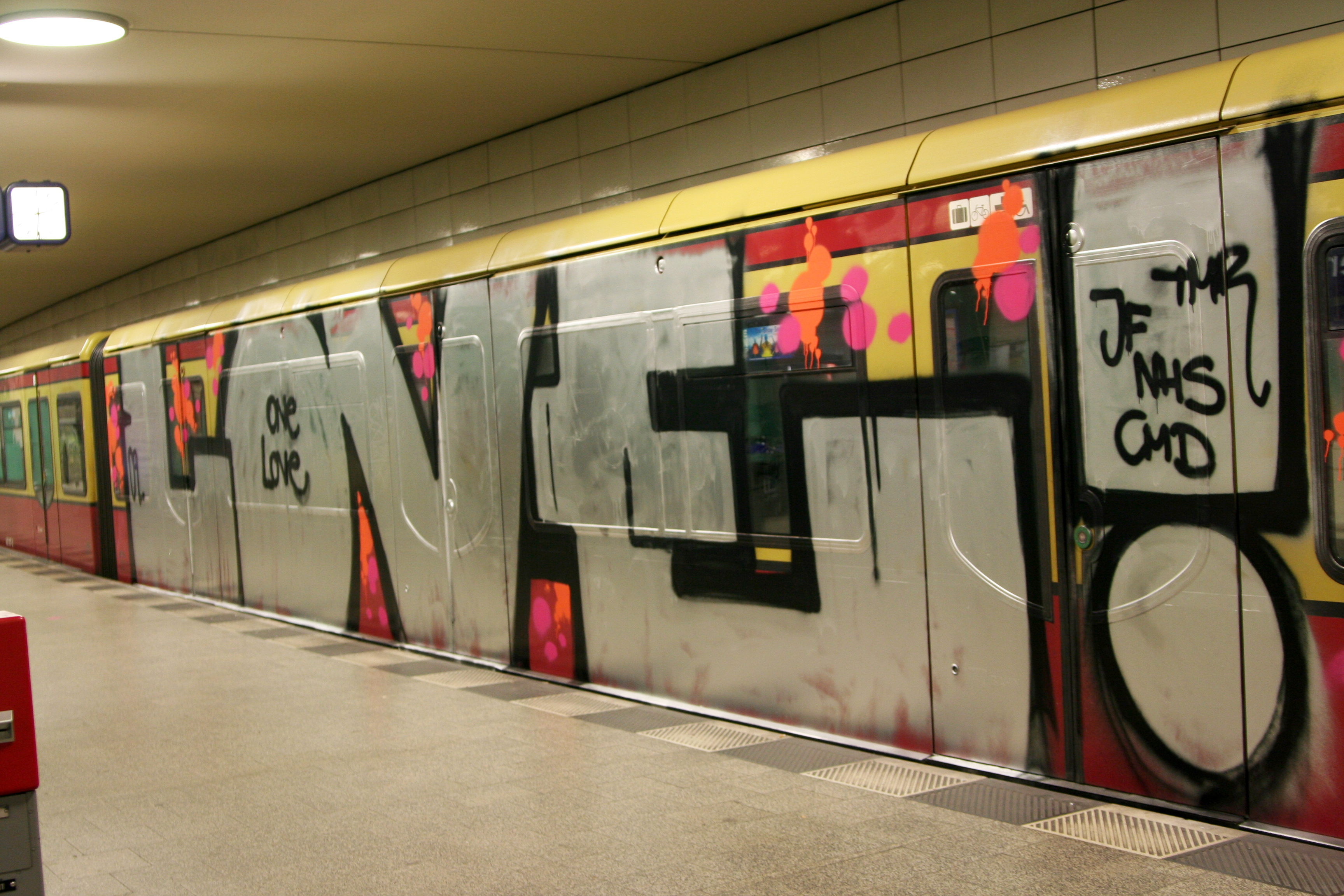
Whole car у Берліні.

(весь вагон): Особистий чи колективний малюнок, виконаний на зовнішній поверхні вагона, за винятком передньої та задньої його частин. Таку акцію виконують зазвичай одним заходом.

### whole train
(весь поїзд): Всі вагони повністю замальовано від краю до краю з однієї чи обох сторін (зазвичай кількість вагонів коливається між чотирма та вісьмома, іноді більше, залежно від довжини поїзда). Такі акції зазвичай виконує група райтерів з обмеженою кількістю кольорів — найчастіше чорним та сріблястим. Час акції часто не перевищує 30 хвилин. Цей тип графіті є одним із найбільш поважних, але трапляється дуже рідко через високий ризик бути спійманим.

### wildstyle

Wildstyle на вантажівці у Парижі.

(дикий стиль)
Графіті-напис, виконаний так, що прочитати його дуже складно; намальований часто з використанням тривимірного стилю.

### window-down (…)

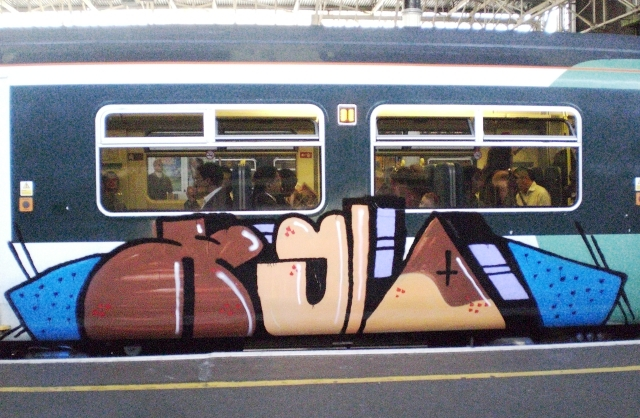
Window-down у Лондоні.

(нижче вікна): Вживають як префікс для терміну whole car (інші варіанти також є можливими), якщо об'єкт було повністю обмальовано уздовж нижче вікна. Може бути вжитим як уточнення до згаданого терміну, але не як додаток до top-to-bottom, оскільки останній перевищує значення поняття window-down (…).

### woodblock graffiti

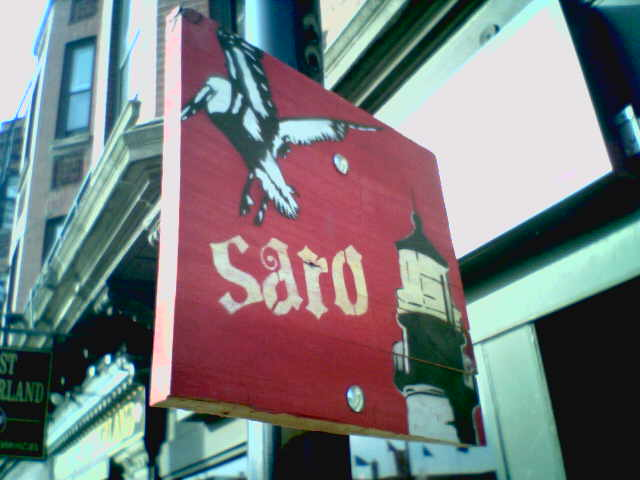
Woodblock.

(графіті на дереві): Робота, виконана на невеликому шматку фанери чи подібного недорогого матеріалу, після чого прикручена на вулиці болтами. Болти часто згинають ззаду, аби запобігти усуненню.

### writer— райтер
(письменник): Виконавиць графіті.